# Liste polnischer Hörfunksender
Der folgende Artikel listet polnische Hörfunkprogramme auf und ist gegliedert nach Betreibergruppen. So gibt es den öffentlich-rechtlichen Rundfunk (Polskie Radio) und weitere kommerzielle Anbieter.

## Polskie Radio
- Jedynka (landesweit LW, UKW, DAB+)
- Dwójka (landesweit UKW, DAB+)
- Trójka (landesweit UKW, DAB+)
- Czwórka (DAB+)
- Radio Poland (ehem. Polskie Radio dla Zagranicy) (Auslandsdienst; KW und DAB+ in Polen; englisch, polnisch, deutsch, belarussisch,  russisch, ukrainisch)
- Polskie Radio 24 (UKW in größeren Städten, DAB+)
- Polskie Radio Dzieciom (DAB+)
- Polskie Radio Chopin (DAB+)

Regionale Sender der Polskie Radio AG:
| Sendername                    | Sendersitz   | Reichweite                    |
| Polskie Radio Białystok       | Białystok    | Woiwodschaft Podlachien       |
| Polskie Radio Gdańsk          | Danzig       | Woiwodschaft Pommern          |
| Polskie Radio Katowice        | Kattowitz    | Woiwodschaft Schlesien        |
| Polskie Radio Kielce          | Kielce       | Woiwodschaft Heiligkreuz      |
| Polskie Radio Koszalin        | Koszalin     | Woiwodschaft Westpommern      |
| Polskie Radio Kraków          | Krakau       | Woiwodschaft Kleinpolen       |
| Polskie Radio Lublin          | Lublin       | Woiwodschaft Lublin           |
| Polskie Radio Łódź            | Łódź         | Woiwodschaft Łódź             |
| Polskie Radio Olsztyn         | Olsztyn      | Woiwodschaft Ermland-Masuren  |
| Polskie Radio Opole           | Oppeln       | Woiwodschaft Oppeln           |
| Polskie Radio Pomorza i Kujaw | Bydgoszcz    | Woiwodschaft Kujawien-Pommern |
| Polskie Radio Rzeszów         | Rzeszów      | Woiwodschaft Karpatenvorland  |
| Polskie Radio Szczecin        | Stettin      | Woiwodschaft Westpommern      |
| Radio Wrocław                 | Breslau      | Woiwodschaft Niederschlesien  |
| Radio Dla Ciebie              | Warschau     | Woiwodschaft Masowien         |
| Radio Poznań                  | Posen        | Woiwodschaft Großpolen        |
| Radio Zachód                  | Zielona Góra | Woiwodschaft Lebus            |

## Grupa RMF
- RMF FM (landesweit)
- RMF Classic (überregional)
- RMF Maxx (Sendernetz – überregional)
- Radio Gra (Nur Toruń und Wrocław)

## Eurozet
- Radio Zet (landesweit)
- Chillizet (überregional)
- Meloradio (Sendernetz – überregional)
- AntyRadio (Sendernetz – überregional)
- Radio Plus (Sendernetz – überregional)

## Agora
- Tok FM (überregional, Nachrichtensender)
- Radio Złote Przeboje (regionalisiertes Sendernetzwerk mit nationalem Mantelprogramm)
- Rock Radio (Sendernetz – überregional)
- Radio Pogoda (Sendernetz – überregional)

## Grupa Radiowa Time
- Radio Eska (Sendernetz – überregional)
- Eska Rock (nur noch in Warschau)
- VOX FM (Sendernetz – überregional)
- ESKA2 (Sendernetz – überregional)

## Sonstige
- Belaruskaje Radyjo Razyja (Sender für die belarussische Minderheit in Ostpolen, sowie Auslandssender für Belarus)
- Eurapejskaje Radyjo dlja Belarussi (Auslandssender für Belarus)
- Radio Maryja (landesweit)
- Radio Muzo.fm (überregional, ehem. Radio PiN)
- Radio Kaszëbë (Woiwodschaft Pommern, Sendungen in polnischer und kaschubischer Sprache)

und ca. 200 weitere lokale Sender